# ABI
ABI (acronim pentru Autovehicul Blindat pentru Intervenție) este o mașină blindată care are la bază șasiul automobilului de teren ARO 240. Destinat misiunilor de escortă și contrainsurgență, autoblindatul ABI a fost fabricat de Automecanica Moreni. Varianta de export era denumită AM 100.

## Proiectare
În luna iunie a anului 1978, autoritățile de la București și-au exprimat dorința de a avea un autoblindat bazat pe autovehiculul ARO 240 care să poată executa foc cu mitraliera. Acesta urma să intre în dotarea subunităților de pază a aeroporturilor. Un prototip a fost finalizat până la sfârșitul anului. Pe 27 mai 1979, Nicolae Ceaușescu a ordonat fabricarea unui lot de autoblindate pentru a defila la parada militară din 23 august. Autoblindatul, denumit ABI, a fost propus și armatei, însă nu a fost acceptat și a fost folosit strict pentru paza aeroporturilor. 17 autoblindate au defilat la parada militară din 23 august 1979.

## Descriere

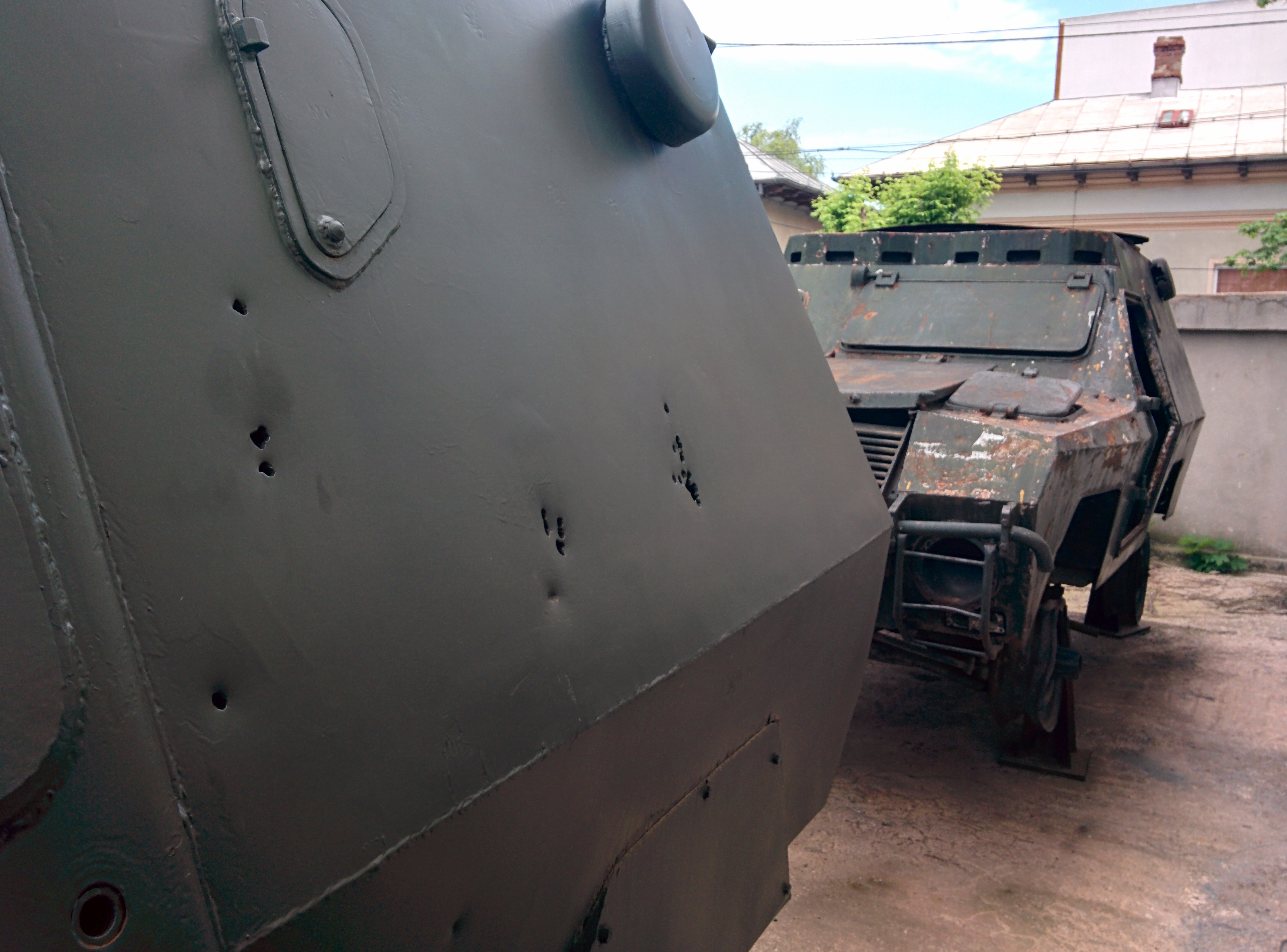
Abi utilizat in fata MApN

ABI era construit pe șasiul folosit de autoturismul de teren ARO 240. Blindajul era alcătuit din plăci de oțel sudate, cu o grosime de 4-10 mm, și asigura protecție doar împotriva gloanțelor de calibru mic și schijelor. Autoblindatul era vulnerabil în cazul folosirii cartușelor perforante de calibru 7,62 mm. 
În partea din față a vehiculului stăteau șoferul (stânga) și comandantul (dreapta). Comandantul avea la dispoziție două ambrazuri (unul în ușa din dreapta, iar celălalt era în fața sa, lângă parbriz), iar șoferul avea doar una (în ușa din stânga) pentru a executa foc din interiorul vehicului. Parbrizul și geamul ușii din stânga erau antiglonț. Geamurile puteau fi protejate suplimentar cu plăci de blindaj rabatabile, fără fante de vedere. În cazul în care geamurile erau acoperite, comandantul și șoferul foloseau cele șase periscoape pentru a vedea în exterior. Soldații din spate aveau la dispoziție patru ambrazuri pentru a trage: două în ușile din spate și câte unul în părțile laterale. Pentru a vedea în exterior, soldații foloseau două fante de observare și două periscoape. Turela era dotată cu o mitralieră PKMS de calibru 7,62 mm. Pe turela acționată manual era montată în exterior și o mitralieră DȘKM de calibru 12,7 mm.

## Variante
- AM 100 - versiune de export apărută după 1990, dotată cu motor diesel și o turelă diferită. Soldații din spate aveau acum câte două ambrazuri în lateral. Prototip.

## Utilizare în luptă

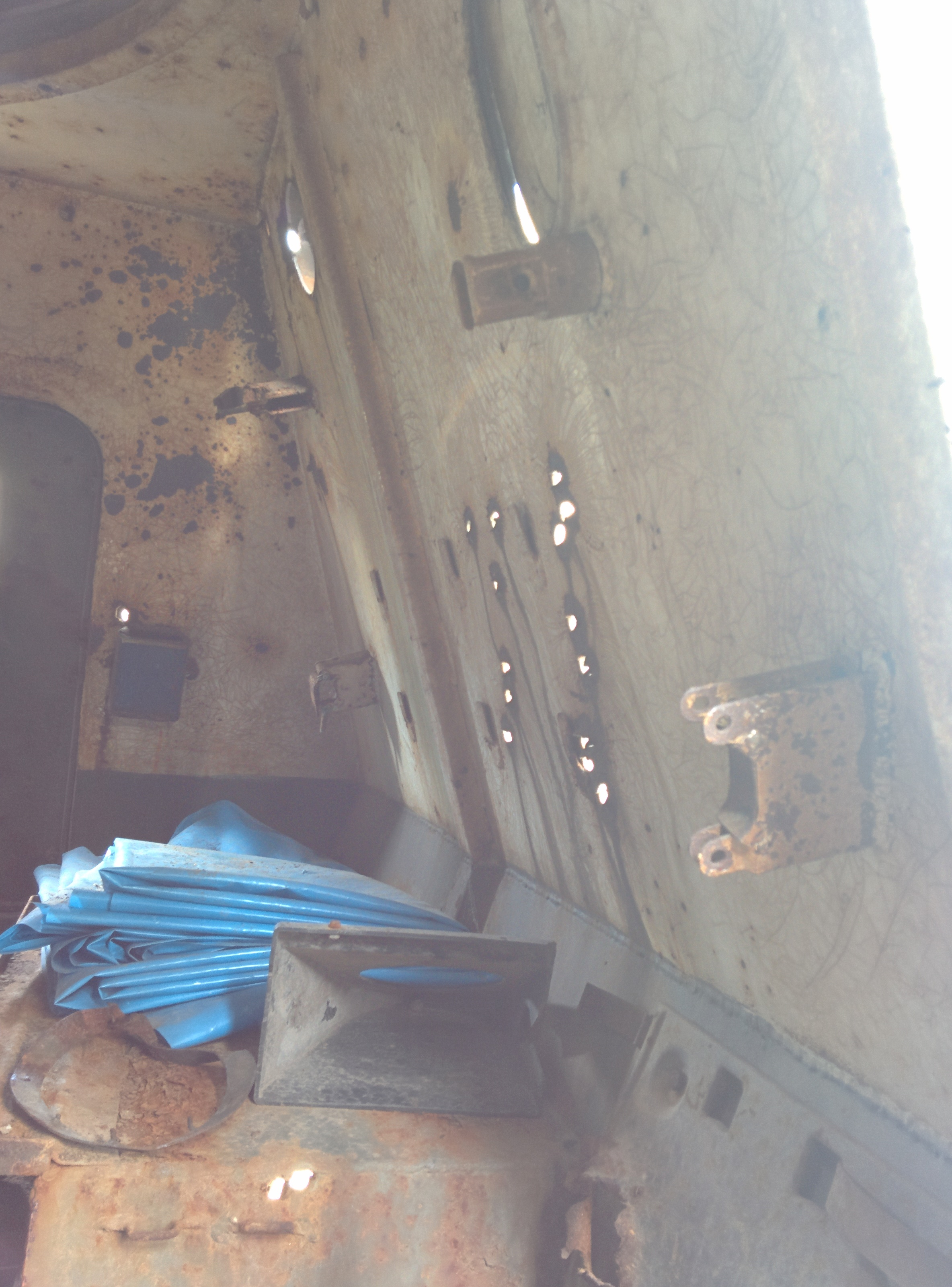
Interiorul ABI utilizat in fata MApN

Vehiculele ABI au fost folosite în timpul Revoluției Române din 1989, când au fost implicate în câteva incidente notabile, precum eliminarea trupelor USLA în fața sediului MApN.

## Utilizatori
- Algeria - 10 vehicule (din producția inițială, revitalizate) au fost livrate în 1987 pentru a fi folosite de poliție.[5]
- Liberia - 5 (din producția inițială, revitalizate) au fost livrate în octombrie 1986[11] și au defilat la parada militară din Monrovia pe 16.11.1986.[1]
- România - folosite de trupele de intervenție ale Miliției, Securității și USLA .